# Herrarnas jaktstart vid världsmästerskapen i skidskytte 2011
Herrarnas jaktstart vid VM i skidskytte 2011 avgjordes den 6 mars 2011 i Chanty-Mansijsk, Ryssland kl. 10:00 svensk tid (CET). Jaktstarten var herrarnas andra individuella tävling på världsmästerskapet. Distansen var 12,5 km.
Startlistan för denna tävling byggde på hur slutresultatet blev i sprinttävlingen. Den som vann sprinten med till exempel 5 sekunder före tvåan får, i jaktstarten, starta 5 sekunder före den andra som startar o.s.v. Guldmedaljören blev Martin Fourcade, Frankrike.

## Tidigare världsmästare
| År   | Ort             | Mästare              |
| ---- | --------------- | -------------------- |
| 2006 | Pokljuka        | Tävlades inte i      |
| 2007 | Antholz         | Ole-Einar Bjørndalen |
| 2008 | Östersund       | Ole-Einar Bjørndalen |
| 2009 | Pyeongchang     | Ole-Einar Bjørndalen |
| 2010 | Chanty-Mansijsk | Tävlades inte i      |

## Resultat
| Placering | Namn                | Land      | Tid       | Straffrundor (L+L+S+S) |
| --------- | ------------------- | --------- | --------- | ---------------------- |
| 1         | Martin Fourcade     | Frankrike | 33:02,6   | 3 (0+1+2+0)            |
| 2         | Emil Hegle Svendsen | Norge     | 33:06,4   | 2 (0+0+1+1)            |
| 3         | Tarjei Bø           | Norge     | 33:07,8   | 2 (0+0+1+1)            |
| 4         | Arnd Peiffer        | Tyskland  | 33:08,4   | 2 (0+0+1+1)            |
| 5         | Andreas Birnbacher  | Tyskland  | 34:06,6 * | 2 (0+0+1+1)            |
| 6         | Simon Fourcade      | Frankrike | 34:26,3   | 1 (0+0+1+0)            |
| 7         | Andrij Deryzemlja   | Ukraina   | 34:32,9   | 2 (0+0+1+1)            |
| 8         | Michal Šlesingr     | Tjeckien  | 34:37,6   | 4 (2+0+2+0)            |
| 9         | Lukas Hofer         | Italien   | 34:39,5   | 4 (0+3+0+1)            |
| 10        | Björn Ferry         | Sverige   | 34:39,6   | 3 (1+0+1+1)            |
| 11        | Michael Greis       | Tyskland  | 34:40,7   | 3 (0+1+2+0)            |
| 12        | Jevgenij Ustiugov   | Ryssland  | 34:43,5   | 2 (0+0+1+1)            |
| 13        | Markus Windisch     | Italien   | 34:45,9   | 2 (0+0+1+1)            |
| 14        | Simon Eder          | Österrike | 34:46,6   | 3 (1+0+1+1)            |
| 15        | Serhiv Semenov      | Ukraina   | 34:54,0   | 2 (0+1+1+0)            |

* = Andreas Birnbacher fick 30 sekunder tidstillägg då han startade för tidigt.